# Bengt von Hofsten (brukspatron)
Bengt von Hofsten, född 17 juni 1747 i Karlskoga socken, död 10 november 1826 på Hönsäter, var en svensk hovjunkare och brukspatron.
Bengt von Hofsten var son till Erland von Hofsten och Christina Kolthoff. Han blev student vid Uppsala universitet 1760 och avlade juridisk examen därstädes, och bergsexamen 1765. Därefter tillträdde han som auskultant i bergskollegium. von Hofsten tillträdde funktionen som brukspatron år 1766 på Valåsen i Karlskoga, som han fått på sin arvslott. Vidare blev han hovjunkare 1769. 
von Hofsten gifte sig på Lindfors bruk 1779 med Christina Lovisa Geijer, känd som "Stornåda", dotter till Johan Eberhard Geijer på Bofors bruk och Anna Fredrika Löfman. En sonson var Nils von Hofsten och en sondotter var Johanna Christina von Hofsten.